# Chlorophorus interneconnexus
Chlorophorus interneconnexus là một loài bọ cánh cứng trong họ Cerambycidae.